# Śledztwo trwa
Śledztwo trwa (tytuł oryginalny: Hetimi vazhdon) – albański film fabularny z roku 1988 w reżyserii Marka Topallaja.

## Opis fabuły
Na peryferiach Tirany znaleziono zwłoki mężczyzny w średnim wieku. Ekipa śledcza próbuje ustalić, co było przyczyną zabójstwa. W tym czasie giną kolejne osoby, które mogły pomóc w wyjaśnieniu tej zbrodni. 
Film realizowano w Tiranie.

## Obsada
- Luiza Xhuvani jako inspektor prowadząca śledztwo
- Gëzim Rudi jako Astrit
- Shpresa Bërdëllima jako Liljana
- Petrit Malaj jako Bardhyl
- Vangjel Toçe jako Vangjush
- Antoneta Papapavli jako matka Bardhyla
- Mark Topallaj jako Hamza
- Valter Gjoni jako Niko
- Sokol Progri jako Dilaver
- Justina Aliaj żona Dilavera
- Lec Vuksani jako dyrektor przedsiębiorstwa
- Shefqet Bregu
- Salvator Gjeci
- Fatbardh Lika
- Besnik Ferra
- Eglantina Frroku